# آنا لانغ
آنا لانغ (بالسويدية: Anna Lang)‏ هي عازفة قيثار ‏ سويدية، ولدت في 5 يوليو 1874، وتوفيت في 12 ديسمبر 1920.